# رولف فون سيدو
رولف فون سيدو (بالألمانية: Rolf von Sydow)‏ (و. 1924 – 2019 م) هو مخرج أفلام، وكاتب سيناريو، وكاتب ألماني، ولد في فيسبادن، توفي عن عمر يناهز 95 عاماً.

## وصلات خارجية
- رولف فون سيدو على موقع IMDb (الإنجليزية)
- رولف فون سيدو على موقع مونزينجر (الألمانية)
- رولف فون سيدو على موقع ألو سيني (الفرنسية)
- رولف فون سيدو على موقع أول موفي (الإنجليزية)
- رولف فون سيدو على موقع قاعدة بيانات الفيلم (الإنجليزية)
- رولف فون سيدو على موقع كينوبويسك (الروسية)